# Oxelösund (commune)
La commune d'Oxelösund est une commune suédoise du comté de Södermanland. Environ 12000 personnes y vivent (2020). Son siège se situe à Oxelösund.